# Charlotte Church (album)
A Charlotte Church album 1999-ben megjelent, klasszikus zenei és crossover műfajú dalokat tartalmazó nagylemez, az akkor 13 éves, walesi származású szopránénekesnő, Charlotte Church második önálló albuma.

## Az album dalai
1. Just Wave Hello (Danny Beckerman)
2. La Pastorella (Rossini, hangszerelte Julian Smith)
3. Belle nuit, o nuit d'amour / Barcarola (Offenbach: Hoffmann meséi)
4. O mio babbino caro (Puccini: Gianni Schicchi)
5. Lascia ch'io pianga (Händel: Rinaldo)
6. Guide Me, Oh Thou Great Redeemer (John Hughes, hangszerelte Julian Smith)
7. The Holy City (Stephen Adams)
8. Plaisir d'amour (Martini, hangszerelte Julian Smith)
9. Summertime (Gershwin: Porgy és Bess)
10. Ah! je ris de me voir si belle (Gounod: Faust; Ékszerária)
11. Voi che sapete / Tell me what love is (Mozart: Figaro házassága)
12. She Moved Through the Fair (népdal, hangszerelte Julian Smith)
13. Songs My Mother Taught Me (Dvořák, hangszerelte Sir Charles Mackerras)
14. Bist du bei mir / If Thou Art Near (Bach, BWV 508; hangszerelte Julian Smith)
15. The Last Rose of Summer (Thomas Moore, hangszerelte Frank Gallagher)
16. Men of Harlech (John Ceiriog Hughes; hangszerelte Roy Moore és Haydn James)
17. Lullaby (Brahms, hangszerelte Julian Smith)

Bár a lemezborítón és a műsorfüzeten erre semmilyen utalás nem szerepel, az album Magyarországon forgalomba hozott változatán valójában nem 17, hanem 18 szám szerepel, az utolsó, 18. szám a Silent Night, vagyis a közismert karácsonyi ének, a Csendes éj angol nyelvű változata. A felvétel feltehetőleg megegyezik ugyanezen dal azon változatával, amely az énekesnő harmadik önálló lemezén, a Dream a Dream album legvégén is felcsendül.

## Kiadása
Az Egyesült Királyságban 1999. november 15-én, az Amerikai Egyesült Államokban másnap került kereskedelmi forgalomba.

## Díjak, elismerések
A lemez az Egyesült Királyságban, az Amerikai Egyesült Államokban, Kanadában és Hongkongban platinalemez, Ausztráliában aranylemez lett